# Pyramica minima
Pyramica minima är en myrart som först beskrevs av Bolton 1972.  Pyramica minima ingår i släktet Pyramica och familjen myror. Inga underarter finns listade i Catalogue of Life.